# アルファクラブ
アルファクラブ株式会社は、福島県郡山市に本社を置く、冠婚葬祭事業を主とした日本の企業。さがみ典礼（葬儀）、ベルヴィ（婚礼）などのブランドで展開している。

## 概要
アルファクラブグループのグループ企業である。福島県、山形県、茨城県で結婚式場と葬儀場の運営を主に行なっている。また、ホテル・保養施設・ゴルフ場も保有している。

## 許認可
冠婚葬祭互助会　経済産業大臣許可（許可番号互第2018号）

## 事業所
- 本社 - 福島県郡山市鶴見坦2-4-5
- 須賀川支社 - 福島県須賀川市岩作40-1
- 福島支社 - 福島県福島市八島町5-41
- 会津支社 - 福島県会津若松市平安町2-12
- 白河支社 - 福島県白河市和尚壇2-2
- いわき支社 - 福島県いわき市平字中町15-3
- 総合相談室 - 福島県郡山市開成3-6-15
- 茨城北支社 - 茨城県日立市田尻町4-49-27
- 土浦支社 - 茨城県土浦市田中1-6-12

## 婚礼式場
福島県
- ベルヴィ郡山館
- ベル・カーサ
- ベル・ルクスピュアベルヴィいわき
- ベル・クイーンズ
- ハウスオブベルヴィ白河

山形県
- ベル・ブランシェ山形
- ベル・ブランシェ天童

茨城県
- ベル・アージュ（石岡市）
- ベル・ザ・クラス（牛久市）
- フラン・ベル・アムール（土浦市）
- ベル・ジャルダン（守谷市、2017年3月オープン予定）

## 葬儀場
福島県
- さがみ菜根斎場
- さがみ葬斎会館・富久山
- さがみ安積ホール
- 開成斎場
- 郡山斎場
- メモリアル斎場・新さくら通り
- さがみメモリアル斎場並木
- さがみ葬斎会館・須賀川
- 須賀川斎場
- さがみ白河斎場
- メモリアル斎場・白河
- さがみ矢吹斎場
- さがみメモリアル斎場・本宮
- さがみメモリアル斎場・二本松
- さがみメモリアル斎場・八島町
- さがみ福島ホール
- さがみ川俣ホール
- さがみ梁川斎場
- 福島斎場
- さがみ福島北斎場
- さがみメモリアル斎場 野田
- さがみ福島南斎場
- さがみ福島西斎場
- さがみ葬斎会館・会津若松
- さがみ喜多方斎場
- さがみ葬斎会館・南会津
- 会津斎場
- さがみ坂下斎場
- さがみ塩川斎場
- さがみ門田斎場
- さがみ葬斎会館・いわき
- いわき斎場
- さがみ典礼・小名浜斎場
- さがみ勿来斎場

山形県
- ファミリー斎場・山形南
- ファミリー斎場・山形北
- ファミリー斎場・東根
- ラ・メモリア上山
- ファミリー斎場・寒河江
- ファミリーホール・かほく
- ファミリー斎場・北村山
- ファミリー斎場・上山
- ファミリー斎場・天童
- ファミリー斎場・山形

茨城県
- さがみ典礼・土浦ホール
- さがみ典礼・石岡ホール
- さがみ典礼・龍ヶ崎ホール
- さがみ典礼・牛久ホール
- さがみ典礼・鉾田ホール
- さがみ典礼・翠香苑
- さがみ典礼・行方ホール
- さがみ典礼・ひたちセレモニー
- さがみ典礼・日立ホール

## 関連施設
- 仏壇・仏具の「興運堂」
- オーベルジュ「鈴鐘」
- 乃木温泉ホテル
- ホテル アーバングレイス宇都宮
- 天然温泉「ゆの郷」
- 矢板カントリークラブ

## CM出演者
- 加藤茶 - 2018年6月より出演。アルファクラブ、さがみ典礼のCM
- 浅茅陽子 - 2018年現在出演。アルファクラブ、さがみ典礼のCM
- 左とん平 - 過去、2018年に死去するまで出演。アルファクラブ、さがみ典礼のCM。自身の葬儀・お別れの会もさがみ典礼が請け負った